# جريدة قاسيون
جريدة قاسيون هي صحيفة سورية تصدرها اللجنة المنطقية للحزب الشيوعي السوري بدمشق بناءً على قرار المؤتمر الاستثنائي للحزب الشيوعي السوري في 18 ديسمبر 2003م.

## وصلات خارجية
- الموقع الرسمي kassioun.org